# Gian Paolo Manzella
Gian Paolo Manzella (Barcellona, 11 giugno 1965) è un funzionario e politico italiano, dal 16 settembre 2019 al 3 febbraio 2021 sottosegretario di Stato al Ministero dello sviluppo economico.

## Biografia
Nato a Barcellona, in Spagna, figlio del costituzionalista Andrea Manzella e di Montserrat Manresa si è laureato in giurisprudenza presso l'Università degli Studi di Roma "La Sapienza". In seguito ha conseguito il diploma di Master in relazioni internazionali presso la Yale University. 
A partire dal 1989 ha lavorato presso la Banca Commerciale Italiana, la Banca europea degli investimenti, la Corte di giustizia dell'Unione europea, il ministero del tesoro, la Presidenza del Consiglio dei ministri.
Nel 2007, quale consigliere economico del  Ministro dei Beni e delle attività culturali Francesco Rutelli, promuove l'istituzione della Commissione per la Creatività presieduta da Walter Santagata e ne segue l'attività che si conclude con la redazione del Libro Bianco sulla creatività. 
Nel 2008 comincia a lavorare alla Provincia di Roma come Capo del Dipartimento per lo sviluppo economico.
Si candida alle elezioni regionali nel Lazio del 2013 col PD, nel 'listino' dell'ex presidente della provincia di Roma Nicola Zingaretti, venendo eletto in consiglio regionale del Lazio, dove ricopre l'incarico di vice-presidente Commissione Affari comunitari e internazionali. Nel corso dei cinque anni alla Pisana promuove l'istituzione della Capitale della cultura della Regione Lazio, i programmi LazioCreativo e Lazio Startup. È primo firmatario della legge sul Monitoraggio e la valutazione della legislazione regionale. Presenta numerose mozioni tra le quali quelle per l'istituzione di un'Unità di Nudging, per la creazione del Premio Insegnante dell'Anno, per la programmazione dei Fondi strutturali europei.
Il 26 marzo 2018 è nominato assessore con deleghe regionali allo sviluppo economico dal presidente della Regione Lazio nella sua giunta. In tale veste promuove la costituzione del Consorzio Industriale Unico, la Strategia di Internazionalizzazione delle imprese, il Consiglio delle Imprese Internazionali, il programma di attrazione di investimenti esteri 'Invest in Lazio'.
Successivamente, tra il settembre 2019 e il marzo 2021, è sottosegretario al Ministero dello sviluppo economico. Promuove, in tale veste, il Fondo per l'imprenditoria femminile e il Fondo per le PMI creative.
Attualmente è funzionario del Fondo europeo per gli investimenti.
È Vice-presidente della Svimez, Associazione per lo sviluppo dell'industria nel Mezzogiorno.
È autore di tre libri: Una politica influente, Il Mulino, Bologna, 2011. L'economia arancione, Rubbettino, Soveria Mannelli, 2017. Europa e "sviluppo armonioso", Il Mulino, Bologna, 2022. È vice-direttore della Rivista Giuridica del Mezzogiorno.